# Kickboxer (série de films)
Pour les articles homonymes, voir Kickboxer.

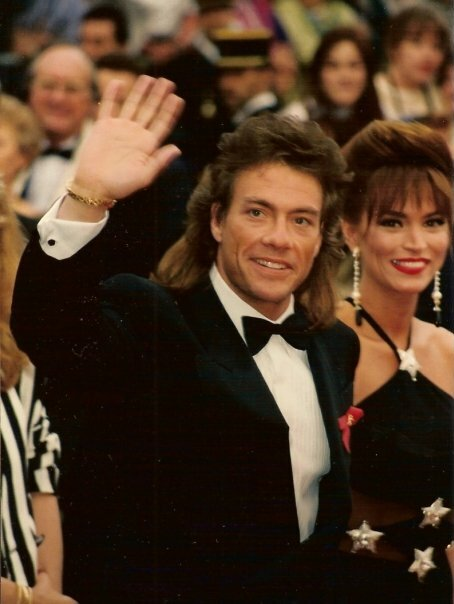
Jean-Claude Van Damme apparait dans plusieurs films de la franchise

Kickboxer est une série de films américains d'arts martiaux. Elle est constituée de 7 films.
Le premier film, Kickboxer, met en scène Jean-Claude Van Damme dans le rôle de Kurt Sloane. Sasha Mitchell incarne ensuite son frère David dans trois films suivants. Le 5e film de la franchise, Kickboxer 5 : Le Dernier Combat, n'est pas lié au précédent et présente un nouveau personnage,  Matt Reeves, incarné par Mark Dacascos.
Un reboot de la saga a lieu avec Kickboxer: Vengeance (2016). Alain Moussi y reprend le rôle de Kurt Sloane. Jean-Claude Van Damme revient quant à lui dans la peau d'un autre personnage. Ce reboot est suivi de Kickboxer : L'Héritage (2018).
Certains films ne sont pas sortis au cinéma mais directement en vidéo.

## Fiche technique
|                        | Films                              | Films                             | Films                              | Films                                  | Films                              | Films                               | Films                        |
| Kickboxer (1989)       | Kickboxer 2 : Le Successeur (1991) | Kickboxer 3 : Trafic à Rio (1992) | Kickboxer 4 (1994)                 | Kickboxer 5 : Le Dernier Combat (1995) | Kickboxer: Vengeance (2016)        | Kickboxer : L'Héritage (2018)       |                              |
| ---------------------- | ---------------------------------- | --------------------------------- | ---------------------------------- | -------------------------------------- | ---------------------------------- | ----------------------------------- | ---------------------------- |
| Titre original         | Kickboxer                          | Kickboxer 2: The Road Back        | Kickboxer 3: The Art Of War        | Kickboxer 4: The Aggressor             | Kickboxer 5: The Redemption        | Kickboxer: Vengeance                | Kickboxer: Retaliation       |
| Réalisateurs           | Mark DiSalle                       | Albert Pyun                       | Rick King                          | Albert Pyun                            | Kristine Peterson                  | John Stockwell                      | Dimitri Logothetis           |
| Réalisateurs           | David Worth                        | Albert Pyun                       | Rick King                          | Albert Pyun                            | Kristine Peterson                  | John Stockwell                      | Dimitri Logothetis           |
| Scénaristes            | Glenn A. Bruce                     | David S. Goyer                    | Dennis A. Pratt                    | Albert Pyun                            | Rick Filon                         | Dimitri Logothetis                  | Dimitri Logothetis           |
| Scénaristes            |                                    |                                   |                                    | David Yorkin                           |                                    | Jim McGrath                         |                              |
| Musique                | Paul Hertzog                       | Anthony Riparetti                 | Harry Manfredini                   | Anthony Riparetti                      | John Massari                       | Adam Dorn                           | n/a                          |
| Musique                | Paul Hertzog                       | James Saad                        | Harry Manfredini                   | Anthony Riparetti                      | John Massari                       | Adam Dorn                           | n/a                          |
| Montage                | Wayne Wahrman                      | Alan Baumgarten                   | Daniel Loewenthal                  | Ken Morrisey                           | Kert VanderMeulen                  | Carsten Kurpanek                    | NC                           |
| Montage                | Wayne Wahrman                      | Alan Baumgarten                   | Daniel Loewenthal                  | Ken Morrisey                           | Kert VanderMeulen                  | Chris A. Peterson                   |                              |
| Photographie           | Jon Kranhouse                      | George Mooradian                  | Edgar Moura                        | George Mooradian                       | Paul Michelson                     | Mateo Londono                       | NC                           |
| Sortie                 | 8 septembre 1989                   | 14 juin 1991                      | 4 septembre 1992                   | 27 juillet 1994 (vidéo)                | août 1994 (vidéo)                  | 19 août 2016                        | 26 janvier 2018 (vidéo)      |
| Sortie                 | 2 août 1989                        | 17 juillet 1991                   | Dates de sortie en vidéo inconnues | Dates de sortie en vidéo inconnues     | Dates de sortie en vidéo inconnues | 25 janvier 2017 (vidéo)             | 4 avril 2018 (vidéo)         |
| Durée                  | 103 minutes                        | 89 minutes                        | 92 minutes                         | 90 minutes                             | 84 minutes                         | 90 minutes                          | 105 minutes                  |
| Budget                 | 1 500 000 $                        | NC                                | 5 000 000 $                        | 400 000 $                              | NC                                 | 17 000 000 $                        | NC                           |
| Genres                 | action, drame, arts martiaux       | action, drame, arts martiaux      | action, drame, arts martiaux       | action, drame, arts martiaux           | action, drame, arts martiaux       | action, drame, arts martiaux        | action, drame, arts martiaux |
| Pays d'origine         | États-Unis                         | États-Unis                        | États-Unis                         | États-Unis                             | États-Unis                         | États-Unis                          | États-Unis                   |
| Sociétés de production | Kings Road Entertainment           | Kings Road Entertainment          | Kings Road Entertainment           | Kings Road Entertainment               | Kings Road Entertainment           | Headmon Entertainment & Productions | Our House Films              |
| Sociétés de production | The Movie Group                    |                                   | MPC Filmes                         |                                        |                                    | Radar Pictures                      |                              |

## Distribution
| Personnages   | Films                 | Films                              | Films                             | Films                              | Films                                  | Films                       | Films                         |
| Personnages   | Kickboxer (1989)      | Kickboxer 2 : Le Successeur (1991) | Kickboxer 3 : Trafic à Rio (1992) | Kickboxer 4 (1994)                 | Kickboxer 5 : Le Dernier Combat (1995) | Kickboxer: Vengeance (2016) | Kickboxer : L'Héritage (2018) |
| ------------- | --------------------- | ---------------------------------- | --------------------------------- | ---------------------------------- | -------------------------------------- | --------------------------- | ----------------------------- |
| Kurt Sloane   | Jean-Claude Van Damme | Emmanuel Kervyn                    |                                   | Jean-Claude Van Damme (flashbacks) |                                        | Alain Moussi                | Alain Moussi                  |
| Tong Po       | Michel Qissi          | Michel Qissi                       |                                   | Michel Qissi Kamel Krifa           |                                        | Dave Bautista               |                               |
| Eric Sloane   | Dennis Alexio         |                                    |                                   | Dennis Alexio                      |                                        | Darren Shahlavi             |                               |
| Xian Chow     | Dennis Chan           | Dennis Chan                        | Dennis Chan                       |                                    |                                        |                             |                               |
| David Sloan   |                       | Sasha Mitchell                     | Sasha Mitchell                    | Sasha Mitchell                     |                                        |                             |                               |
| Matt Reeves   |                       |                                    |                                   |                                    | Mark Dacascos                          |                             |                               |
| M. Negaal     |                       |                                    |                                   |                                    | James Ryan (en)                        |                             |                               |
| Maître Durand |                       |                                    |                                   |                                    |                                        | Jean-Claude Van Damme       | Jean-Claude Van Damme         |
| Marcia        |                       |                                    |                                   |                                    |                                        | Gina Carano                 |                               |

## Box-office
N.B. : tous les films de la franchise ne sont pas sortis au cinéma
| Film                               | Box-office Mondial | Box-office - États-Unis - Canada | Box-office France | Budget      |
| ---------------------------------- | ------------------ | -------------------------------- | ----------------- | ----------- |
| Kickboxer (1989)                   | NC                 | 14 697 005 $                     | 911 597 entrées   | 1 500 000 $ |
| Kickboxer 2 : Le Successeur (1991) | NC                 | 45 367 609 $                     | NC                | NC          |